# Powstanie słowackie (1848–1849)
Powstanie słowackie – jeden z epizodów Wiosny Ludów, który miał miejsce w latach 1848–1849.
Powstanie wywołali członkowie Słowackiego Korpusu Ochotniczego, którzy zbiegli z Królestwa Węgier po wybuchu powstania węgierskiego w marcu 1848 roku. Celem powstańców słowackich było uzyskanie praw narodowych oraz politycznych dla swego kraju. Powstańcom udało się zająć kilka rejonów Słowacji i wzniecić bunt chłopstwa przeciwko Węgrom w Brezovej. Po krótkich walkach Węgrom udało się jednak wyprzeć powstańców na Morawy i stłumić rozruchy. Rozbrojony korpus słowacki reaktywowano pod dowództwem austriackim, które wykorzystało go do walk z powstańcami węgierskimi.